# مؤشر هيدوني
المؤشر الهيدوني أو مؤشر المتعة هو أي مؤشر أسعار يستخدم معلومات من تسعير المتعة، والذي يصف كيف يمكن تفسير سعر المنتج بخصائص المنتج. أثبتت مؤشرات الأسعار الهيدونية أنها مفيدة جدًا عند تطبيقها لحساب مؤشرات الأسعار بالنسبة لمنتجات المعلومات والاتصالات (مثل الحواسيب الشخصية) والإسكان، نظرًا لكونها يمكن أن تخفف بنجاح من مشاكل مثل التي تنشأ من وجود سلع جديدة للنظر فيها، ومن التغيرات السريعة في النوعية.

## الدافع
في العقدين الماضيين، استُرعي اهتمام كبير إلى طرق حساب مؤشرات الأسعار. أكدت لجنة بوسكين في عام 1996 أن هناك تحيزات في مؤشر الأسعار: من الممكن أن تبالغ مؤشرات النماذج التقليدية المطابقة في تقدير التضخم إلى حد كبير، لأنها غير قادرة على قياس تأثير السمات الخاصة لصناعات بعينها مثل التناوب السريع للسلع، والفوارق الضخمة في الجودة بين المنتجات في السوق، ودورة حياة المنتجات القصيرة. أظهرت اللجنة أن استخدام مؤشرات نماذج متطابقة (مؤشرات الأسعار التقليدية) يؤدي إلى المبالغة في تقدير التضخم بنسبة 0.6% سنويًا في مؤشر أسعار المستهلك الرسمي في الولايات المتحدة. أدت منتجات تكنولوجيا المعلومات والاتصالات إلى زيادة في المخزون الرأسمالي ونمو إنتاجية العمل. حُصلت على نتائج مماثلة أيضًا من قبل كل من كروفورد لكندا، وشيرتسوكا لليابان، وكونينغهام للمملكة المتحدة. من خلال عكس المنهجية الهيدونية، وانتظار الكشف عن المزيد من المصادر التجارية، فإن التحيز أيضًا يُحصى سنويًا على مدى خمسة عقود، بالنسبة للولايات المتحدة.
تشكل تعديلات الجودة أهمية بالغة أيضًا لفهم معامل انكماش الحسابات القومية. في الولايات المتحدة، على سبيل المثال، كان تسارع النمو بعد عام 1995 مدفوعًا بزيادة الاستثمار في منتجات تكنولوجيا المعلومات والاتصالات التي تؤدي إلى زيادة في المخزون الرأسمالي ونمو إنتاجية العمل. يزيد هذا من تعقيد المقارنات الدولية لمعاملات الانكماش. تظهر كل من اليوروستات وويكوف أن هناك تشتتًا كبيرًا في معامل انكماش تكنولوجيا المعلومات والاتصالات في منظمة التعاون الاقتصادي والتنمية والبلدان الأوروبية، تبعًا.
تكون هذه الاختلافات ضخمة إلى الحد الذي يجعل من غير الممكن تفسيرها بأي وسيلة من وسائل ظروف السوق، والتنظيم، وما إلى ذلك. كما تشير كل من الدراستين، فإن أغلب التناقض يرجع إلى الفوارق في إجراءات تعديل الجودة بين البلدان، والتي تجعل المقارنة الدولية للاستثمار في تكنولوجيا المعلومات والاتصالات أمرًا مستحيلًا (كما تُحسب من خلال الانكماش). يجعل هذا من الصعب أيضًا مقارنة أثر تكنولوجيا المعلومات والاتصالات على الاقتصادات (البلدان والمناطق، وما إلى ذلك) التي تستخدم طرق مختلفة لحساب أرقام الناتج المحلي الإجمالي.